# HD 6211
HD 6211，又名BD+51 220，SAO 21967、HR 298，是一颗恒星，视星等为5.99，位于銀經124.88，銀緯-10.32，其B1900.0坐标为赤經0h 58m 9.5s，赤緯+51° -10.32′ 0″。